# Vargen (naturreservat)
Vargen är ett naturreservat i Lycksele kommun i Västerbottens län.
Området är naturskyddat sedan 2009 och är 390 hektar stort. Reservatet omfattar ett myrkomplex med Vritjakkmyran i centrum. Reservatet består av myrar och granskog.